# Damaliscus lunatus
O topi (Damaliscus lunatus) é uma espécie de bovídeo, da tribo Alcelaphini, da subfamília Antilopinae.

## Subespécies
Damaliscus lunatus é dividida em 6 subespécies segundo Duncan (2013), o que é aceito provisoriamente pela Lista Vermelha da IUCN.
- Damaliscus lunatus jimela — Topi
- Damaliscus lunatus korrigum — Korrigum
- Damaliscus lunatus lunatus — Tsessebe-comum
- Damaliscus lunatus superstes — Tsessebe-de-bangweulu
- Damaliscus lunatus tiang — Tiang
- Damaliscus lunatus topi — Topi-costeiro